# Карл Антон Евальд
Карл Антон Евальд (нім. Carl Anton Ewald; 30 жовтня 1845, Берлін — 20 вересня 1915, там же) — німецький гастроентеролог і фізіолог.

## Біографія
Евальд відомий своїми роботами з дослідження шлункового соку і тим, що запропонував використовувати гнучкий гумовий зонд для аспірації шлункового вмісту.
Евальд навчався в Берлінському університеті імені Гумбольдта, Гейдельберзькому університеті і Бонні. В 1870 році, в Берліні, отримав ступінь доктора медицини. З 1871 року — асистент відомого німецького клініциста Фрідріха Теодора Фрерикса (1819—1885). З 1882 року — екстраординарний професор Берлінського університету. З того ж року він став редактором «Берлінського клінічного тижневика» (нім. Berliner klinische Wochenschrift). З 1909 року — ординарний почесний професор.
1888 року він стає головним лікарем відділення внутрішніх хвороб в берлінському госпіталі Імператриці Августи. Один з піонерів гастроентерології, Евальд зробив госпіталь Імператриці Августи центром з хвороб органів травлення.
Його ім'ям названий «пробний сніданок Евальда» (який також називають «пробним сніданком Боаса-Евальда»), що використовується при дослідженні шлункового соку: 40 (або 200) г білого хліба або булки і 400 см куб. води або чаю. Заборонені масло, цукор, молоко і вершки. Вміст шлунка відкачується для дослідження через годину після прийому сніданку (1885).
Німецький гастроентеролог Исмар Ісидор Боас був одним з найбільш відомих учнів Евальда. Асистентом Евальда протягом декількох місяців 1887 року працював майбутній відомий американський гастроентеролог, професор Макс Ейнхорн, а в 1901-1902 роках — майбутній білоруський академік Федір Оскарович Гаусман.

## Найважливіші праці
- «Beiträge zur Histologie und Physiologie der Speicheldrüsen des Hundes» (Берлін, 1870)
- «Die Lehre von der Verdanung. Einleitung in die Klinik der Verdauungkrankheiten» (ib., 1879; 3 изд., ib., 189 3)
- «Handbuch oder Ernährung des gesunden und kranken Menschen» (2 вид., 1895)
- «Die Krankheiten der Schildrüsen» (1896)